# Pròtasi
En sintaxi, la pròtasi és una oració subordinada que és part d'una oració condicional. Més precisament, una oració condicional mínima és formada per la pròtasi i la seva apòdosi. La pròtasi introdueix el supòsit, la hipòtesi, la conjunció més freqüent de la qual català és si, mentre que l'apòdosi indica la conseqüència o el resultat del que ha estat expressat per la condició...
Les oracions subordinades adverbials condicionals pertanyen al grup de les subordinades adverbials impròpies (les que no poden substituir-se per un adverbi de manera exacta). El mode d'aquestes subordinades pot ser l'indicatiu o el subjuntiu. Exemples:
Si véns demà, parlarem d'això.
Si vinguessis demà, parlaríem d'això.
Hi ha tres menes de condicionals: reals, possibles i irreals.
- Les condicionals reals: Formulen una hipòtesi que pot arribar a realitzar-se, la pròtasi va en indicatiu amb qualsevol temps verbal exceptats futur i condicional. L'apòdosi pot utilitzar qualsevol temps de l'indicatiu i l'imperatiu.
- Les condicionals possibles: Expressen condicions de possible compliment, la pròtasi va en subjuntiu, s'utilitza l'imperfecte per a referir-se al futur i al present. En l'apòdosi de les condicionals possible s'utilitza el condicional simple. Exemple:

Si vinguessis demà, menjaríem plegats.
- Les condicionals irreals: Expressen condicions d'impossible compliment, la pròtasi va en subjuntiu, s'utilitza l'imperfecte per a referir-se al futur i al present mentre que per a referir-se al passat s'utilitza el plusquamperfet. En l'apòdosi de les condicionals irreals s'utilitza el condicional compost (que alguns gramàtics consideren com un temps del mode indicatiu). També és molt habitual d'emprar el plusquamperfet del subjuntiu en l'apòdosi o conseqüent.

Si haguessis vingut, ho hauries vist.
Si ma mare no hagués estimat aquest..., hauria viscut més feliç.

## Filosofia
En els diferents esquemes filosòfics la pròtasi és una part inicial en què resta pendent el significat del que s'exposa, que es completarà en l'apòdosi.
Per exemple, el Codi d'Hammurabi i els centenars de tractats mèdics conservats es construeixen en realitat com una successió de proposicions condicionals introduïdes per la condició i formades per una pròtasi i una apòdosi.